# Nagy Lajos (régész)
Nagy Lajos (Nagyvárad, 1897. március 15. – Budapest, 1946. december 10.) régész, művészettörténész, muzeológus, a Magyar Tudományos Akadémia levelező tagja. Budapest és környéke – főként Aquincum, Contra-Aquincum, Ulcisia Castra – római császárkori és ókeresztény emlékeinek régészeti feltárása és dokumentálása, művészettörténeti szempontú leírása, valamint a limeskutatás terén végzett kimagasló jelentőségű tudományos munkát. 1930-tól a Szentendrei Múzeum, 1946-tól a Fővárosi Régészeti Intézet, 1937-től az Aquincumi Múzeum igazgatója, 1941-től pedig a Fővárosi Múzeum központi igazgatója volt.

## Életútja
Középiskolai tanulmányait a Budapesti III. kerületi magyar királyi Állami „Árpád” Reálgimnáziumban folytatta 1914-től Eötvös-kollégistaként és többek között Kuzsinszky Bálint, Pasteiner Gyula, Heinlein István tanítványaként a Budapesti Tudományegyetem hallgatója volt. 1915-től közel három évig harcolt az első világháború olasz és orosz frontjain. 1919 júniusában tüzérparancsnokként részt vett a magyar Vörös Hadsereg felvidéki hadjáratában, majd a magyar–román háború során, 1919 júliusában Szolnoknál a románok fogságába került, és öt hónapon keresztül az aradi várban raboskodott. Kiszabadulását követően, 1920 elején visszatért Budapestre, és folytatta tanulmányait. 1920 végén történelem–latin szakos tanári vizsgát tett, 1921-ben pedig archeológiából, ókori történelemből és művészettörténetből szerzett bölcsészdoktorátust.
Kuzsinszky Bálint meghívására 1922-ben került a Fővárosi Múzeum Budapesti Történeti Múzeum) alkalmazásába mint az Aquincumi Múzeum segédőre. 1928 után múzeumőri beosztásban folytatta a munkát, 1937-ben pedig a betegeskedő Kuzsinszkytól osztályigazgatói címmel átvette az Aquincumi Múzeum vezetését. Ezzel párhuzamosan 1930-tól az általa felállított Szentendrei Múzeum, 1936-tól pedig a Fővárosi Múzeum szervezeti keretén belül létrehozott – később, 1945-ben a Vármúzeumba integrált – Fővárosi Régészeti Intézet alapító igazgatója is volt. 1941-től haláláig a Fővárosi Múzeum intézményrendszerének központi igazgatói tisztségét töltötte be.
Muzeológusi pályafutásával párhuzamosan 1925–1927-ben olasz állami ösztöndíjjal a római Sapienza Egyetemen képezte tovább magát, 1929–1930-ban pedig Hariszeion-ösztöndíjjal Görögországban járt régészeti tanulmányúton. 1930-ban a magyarországi római kori régészet tárgykörének magántanárává habilitált a budapesti Pázmány Péter Tudományegyetemen, 1941-től pedig címzetes rendkívüli tanári címmel oktatott az intézményben. Pár héttel halála előtt, 1946 novemberében címzetes rendes tanárrá lépett elő.

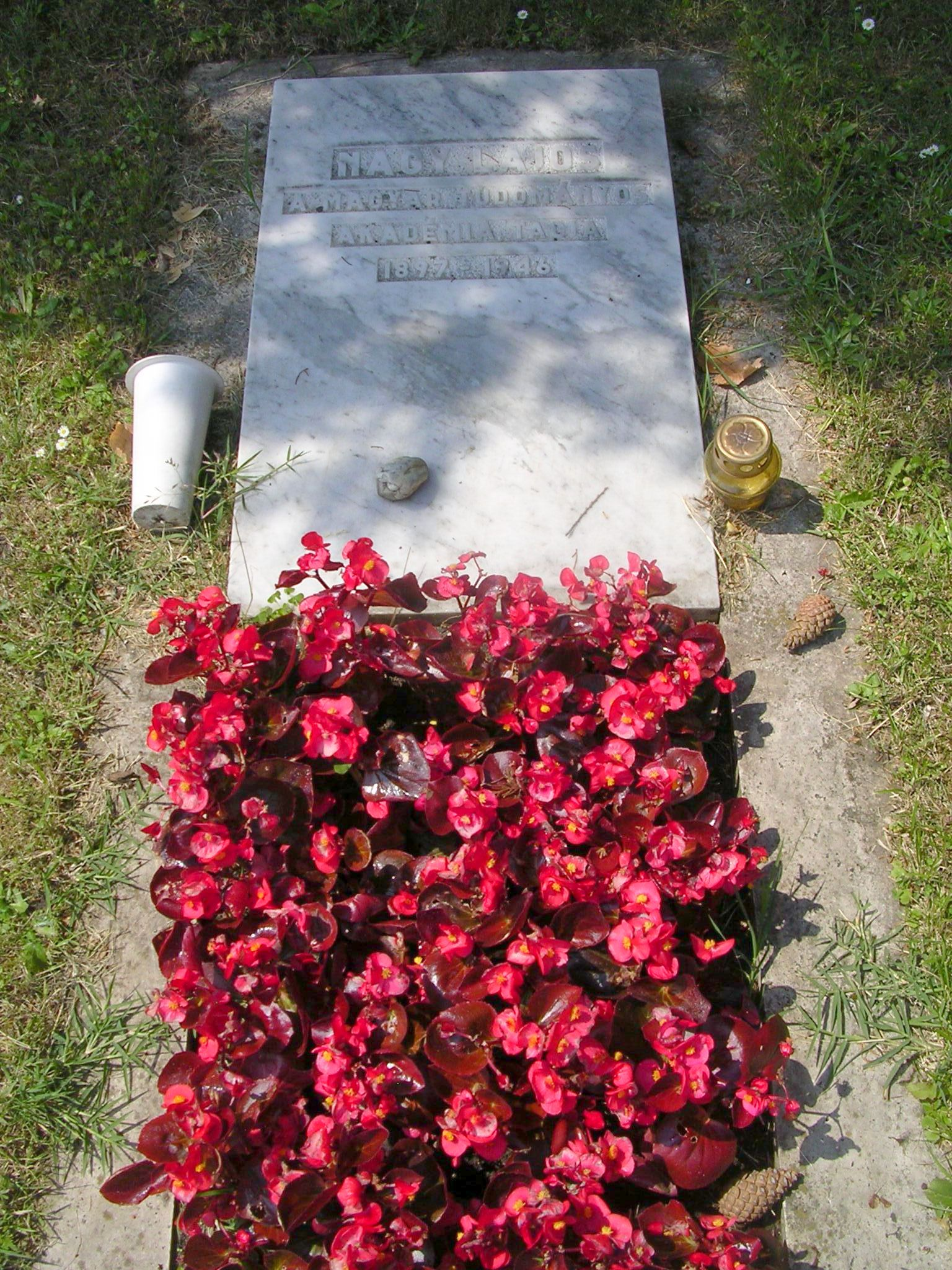
Sírja a Fiumei úti sírkertben, 2005-ben (27-D-9)

## Munkássága
Régészeti munkássága elsősorban Budapest és környéke római császárkori és ókeresztény emlékeinek feltárására és leírására irányult. A kezdeményezésére létrehozott Fővárosi Régészeti Intézet igazgatójaként irányította és szervezte a Budapest területén folytatott ásatásokat. Számos római kori, kora keresztény épület feltárása fűződik a nevéhez, legjelentősebb eredményei Aquincumhoz kapcsolódnak. Máig érvényesen fektette le Aquincum topográfiájára vonatkozó eredményeit és elképzeléseit, feltárta az óbudai Flórián téri római kori katonai fürdő (thermae maiores) egy részét, a Raktár utcai ókeresztény temetőkápolnát (cella trichora), az aquincumi polgárváros tűzoltólaktanyáját. Ez utóbbi ásatás során került felszínre a világ egyetlen fennmaradt római kori víziorgonája (hydra), amelyet részletesen dokumentált.
Aquincum mellett kutatásokat és ásatásokat végzett egész Budapesten és a környező területeken is. Ő tárta fel a pesti Contra-Aquincum katonai erődjét, 1935. évi akadémiai székfoglalóját is e témakörben tartotta meg Contraaquincum és Pest Árpád-kori vára címmel. Nevéhez fűződik a békásmegyeri csúcs-hegyi római kori villa, a budakalászi római őrtorony, a tabáni és Gellért-hegyi eraviszkusz telepek ásatása. Jelentős eredményeket ért el a limeskutatás területén, feltérképezte a limes Ulcisia Castra (Szentendre) és Campona (Nagytétény) közötti szakaszát. Szentendrén késő római kori temetőt tárt fel, igyekezett tisztázni az Ulcisia Castra-i katonai tábor topográfiáját, illetve a Horányban, Dunakeszin és a szentendrei Dera-patak völgyében talált ókori épületek rendeltetési célját. Az általa felszínre hozott leletek bemutatására jött létre hivatalosan 1925-ben, ténylegesen 1930-ban a Szentendrei Múzeum, amelynek első igazgatója lett. Másutt, például Aquincumban és Contra-Aquincumban föld alatti múzeumok létrehozásával gondoskodott a feltárt leletanyag bemutatásáról.
Behatóan tanulmányozta az ókori Pannonia művészet- és művelődéstörténeti kérdéseit is. Már 1921-es bölcsészdoktori értekezését is A pannoniai falfestés emlékeiről írta meg. Elvégezte az ismert pannoniai épületek díszítőművészeti szempontú csoportosítását (falfestmény, mozaik, stukkó), átfogóan elemezte és bemutatta a római kori kézművesség (kőfaragás, fazekasság, fémművesség) leletanyagát, feltárta a korabeli kőfaragó műhelyek és jellemző motívumaik elterjedését. Különösen Aquincum vonatkozásában tanulmányozta a korszak népességének etnikai összetételét, a rómaiak, kelták, illetve a keleti és nyugati provinciákból bevándorolt népelemek közötti interetnikus kapcsolatokat, azok hatását a vallási–rituális és a gazdasági életre.
Római és ókeresztény kori vizsgálatai mellett részt vett több ős- és népvándorlás kori ásatáson is. Hosszabb 1929–1930-as görögországi tanulmányútja mellett pályája során felkereste Olaszország, Málta, Tunézia és Ausztria jelentősebb ásatásait és múzeumi gyűjteményeit. 1932-ben előadással vett részt a Ravennában megrendezett ókeresztény régészeti kongresszuson.
Önálló kötetei mellett tanulmányai főként az Archaeologiai Értesítő és a Budapest Régiségei folyóiratokban jelentek meg, ez utóbbinak 1943 után társszerkesztője is volt.

### Társasági tagságai és elismerései
1934-ben a Magyar Tudományos Akadémia levelező tagjává választották. Főtitkárként vett részt az Országos Magyar Régészeti és Művészettörténeti Társulat munkájában, 1932-től rendes tagja, 1933-tól 1937-ig bizottsági tagja volt a Műemlékek Országos Bizottságának. 1945-ben az akkor alakult Corona Archaeologica társaság vezetőségi tagjává választották. Levelező tagja volt a Német Régészeti Intézetnek (Deutsches Archäologisches Institut) és a belgrádi Régészeti Intézetnek (Arheološki institut).
1946-ban az Országos Magyar Régészeti és Művészettörténeti Társulat Rómer Flóris-emlékérmének díjazottja volt.

## Főbb művei
- Die römisch-pannonische dekorative Malerei. In: Mitteilungen des Deutschen Archäologischen Instituts XLI. 1926. 79–131. o.
- Az óbudai keresztény cella trichora a Raktár utcában. Budapest. 1931
- Az aquincumi orgona feliratos bronztáblája. Budapest. 1932
- Az aquincumi orgona. Budapest. 1934
- Aquincumi múmiatemetkezések. Budapest. 1935
- Asztrális szimbólumok a pannoniai bennszülött lakosság síremlékein. Pécs. 1935
- Keresztény-római ládaveretek Szentendréről. Pécs. 1936
- Aquincumi vonatkozású kiadatlan feliratos kőemlékek Szentendréről. In: Archaeologiai Értesítő L. 1937. 85–115. o.
- Pannonia sacra. In: Szent István emlékkönyv I. Budapest. 1938, 31–148. o.
- A szír és kis-ázsiai vonatkozású emlékek a Duna középfolyása mentében. In: Archaeologiai Értesítő LII. 1939. 115–147. o.
- Az aquincumi polgárváros tűzoltóságának székháza. Budapest. 1941
- Budapest története I–II. Budapest. 1942 (Tompa Ferenccel és Alföldi Andrással)
- Kiadatlan rómaikori eraviszkus síremlékek Szentendréről. Budapest. 1944
- Az Eskü téri római erőd, Pest város őse. Budapest. 1946

## Emlékezete
1958. október  25-én  Szentendrén elnevezték róla az általa kutatott Ulcisia Castra-i katonai táborhoz vezető egyik utcát. 1962-ben  bronzplakettet  készíttettek  az emlékére. 1964-ben az Aquincumi Múzeumban avatták fel emléktábláját, amely Pátzay Pál alkotása.

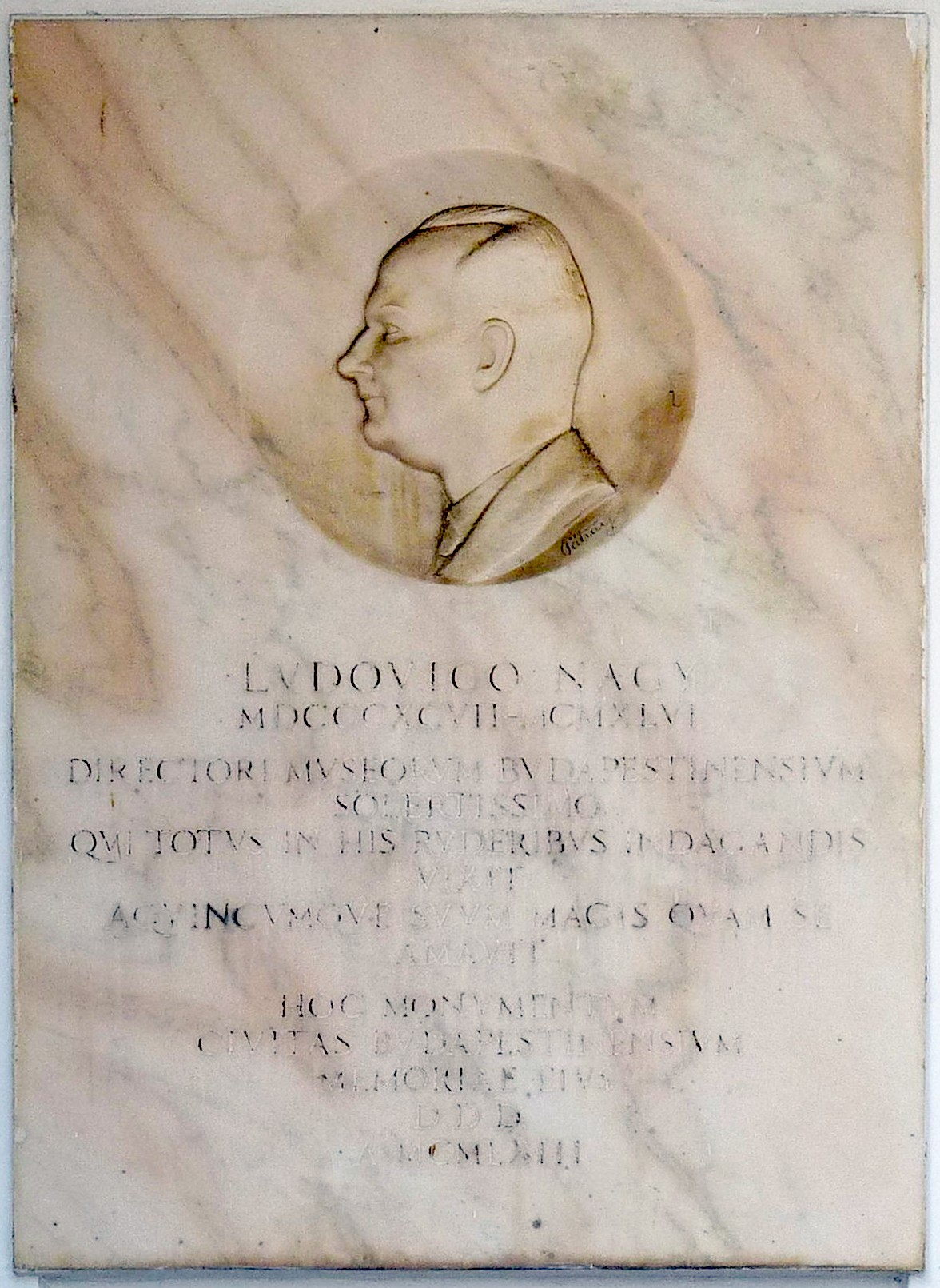
Emléktáblája az Aquincumi Múzeum régi főépületének falán. Alkotó:Pátzay Pál

## További irodalom
- Szilágyi János: Nagy Lajos. In: Századok 1945–1946. 308–309. o.
- Oroszlán Zoltán: Emlékezés dr. Nagy Lajosra. In: Archaeologiai Értesítő 1946–1948. 430–438. o.
- Szilágyi János: Nagy Lajos. In: Budapest Régiségei 1950. 589–591. o.
- Nagy Tibor: Nagy Lajos. In: Antiquitas Hungarica 1947.
- Nagy Lajos emlékezete (1897–1997). In: Budapest Régiségei 1998. 17–101. o.